# Maurizio Geri
Maurizio Geri (San Marcello Pistoiese, 2 ottobre 1964) è un chitarrista, compositore, cantante e specializzato nei generi della musica popolare e del gipsy jazz italiano.

## Biografia
Inizia la carriera collaborando con la cantante ricercatrice Caterina Bueno, in seguito al suo recupero del repertorio musicale tradizionale della Montagna Pistoiese, come componente del Collettivo Folcloristico Montano.
Suonando in varie formazioni ha partecipato a festival di tutta Europa, Australia e Nord America, come il Folkest di Udine, Festival Parthenay (Francia - 1996), il Clusone Jazz Festival (1997), l'Expo di Lisbona (1998), Festival Django Reinhardt di Samois (Francia 2000), Festival di Sant Chartier (Francia 2000), Festival d'Ete di Québec (Canada - 2000), Harrison Festival (Canada 2003), Festival di Port Fairy e Blue Mountains (Australia - 2007) ed ha inciso circa venti cd (vedi sotto discografia) sotto varie etichette.
Ha fatto parte del gruppo Banditaliana, formato nel 1992 da Riccardo Tesi che vede tra i membri anche Claudio Carboni (sax), Ettore Bonafè (percussioni e vibrafono) sostituito dal 2009 da Gigi Biolcati. Il gruppo prende spunto dalla tradizione popolare italiana, per sperimentare nuove soluzioni musicali a cavallo fra canzone d'autore, world music e composizioni originali. Durante la sua attività ha avuto modo di confrontarsi con diverse realtà artistiche: colonne sonore, cinema, festival e produzioni originali e di collaborare con importanti personalità del mondo musicale (Daniele Sepe, Gabriele Mirabassi, Carlo Muratori, Jean-Marie Carlotti, Gian Maria Testa e Ginevra Di Marco) e culturale (Carlo Mazzacurati, Angelo Savelli).
Nel 1994 forma il gruppo Maurizio Geri Swingtet, composto, oltre allo stesso Geri, da Giacomo Tosti (fisarmonica), Luca Giovacchini (chitarra), Michele Marini (clarinetto) e Nicola Vernuccio (contrabbasso). Questo è uno dei primi gruppi, se non il primo in Italia, a prendere spunto dal repertorio Manouche, per interpretare brani originali e rivisitare compositori italiani.

## Discografia

### Discografia solista

#### Album in studio
- 2002 - Acqua, foco e vento
- 2007 - Ancora un ballo
- 2009 - Sopra i tetti di Firenze
- 2018 Perle d'Appennino

#### Album dal vivo
- 2000 - Acqua, foco e vento

#### Collaborazioni
- 1997 - Silex Un ballo liscio
- 1997 -Canti di maremma e d'anarchia (con Caterina Bueno)
- 1999 - Robi Droli A volte ritornano
- 1998 - Canzoni paradossali e storie popolari toscane di dolente attualità
- 2004 - Crocicchio
- 2004- L'uovo di colombo (con Lu Colombo)
- 2006- Crinali
- 2009 - Riccardo Tesi - Presente remoto
- 2011 - Secondo a nessuno (con Claudio Carboni)
- 2016 - Marco Cantini - Siamo noi quelli che aspettavamo

### Discografia con Maurizio Geri Swingtet

#### Album
- 1998 - Manouches e dintorni
- 2002 - A cielo Aperto
- 2012 - Tito tariero
- 2014 - Swing a Sud

### Discografia con Banditialiana

#### Album
- 1998 - Banditaliana
- 2000- Thapsos
- 2004- Lune
- 2010 - Madreperla
- 2014 - Maggio
- 2019 - Argento

## Pubblicazioni
- La chitarra Jazz-Manouche. Da D.Reinhardt ai nostri giorni
- Metodo per chitarra , Fingerpicking.net 2014

## Filmografia
- Colonna sonora di La lingua del santo, regia Carlo Mazzacurati (2003);
- Partecipa a A mid summer night's dream, di Michael Hoffman (2004);
- Partecipa a L'amore ritrovato di Carlo Mazzacurati (2005);
- Partecipa a Liscio, di Michele Antonini (2007).

## Riconoscimenti
Nel 1989 vince la prima edizione dell'On the Road Festival di Pelago (FI), in coppia con Mimmo Epifani. Nel 2004 vince il Controfestival di Mantova con Banditaliana, nelle categorie Miglior repertorio e miglior esecuzione.
Nel 2005 vince il Premio Loano della critica con Banditaliana. Banditaliana è stato riconosciuto come miglior disco dell'anno dalle riviste Folk Bullettin e Thapsos premiato con il Bravo dalla rivista Trad magazine e con lo Choc di Musique.